# Скилков, Фрол Максимович
Фрол Максимович Скилков — советский хозяйственный, государственный и политический деятель.

## Биография
Родился в 1902 году на хуторе Фёдоровском в многодетной семье. Член ВКП(б).
С 1920 года — на хозяйственной, общественной и политической работе. В 1920—1950 гг. — батрак, в личном хозяйстве, колхозник, заведующий свинофермой хутора Назаровского, за приплод в среднем по 16 поросят от свиноматки награждён орденом Ленина, на государственной работе в станице Мигулинской, организатор эвакуации фондов, людей и сельхозживотных в годы Великой Отечественной войны, председатель Мигулинского райисполкома, директор совхоза в Чертковском районе.
Избирался депутатом Верховного Совета СССР 1-го созыва.
Умер в 1957 году.